# Simon Harcourt (hrabia)
Simon Harcourt, 1. hrabia Harcourt (ur. 1714, zm. 16 września 1777 w Nuneham Park) – brytyjski generał, polityk i dyplomata.

## Życiorys
Był synem Simona Harcourta i Elizabeth Evelyn. Po śmierci dziadka w 1727 r. odziedziczył tytuł 2. wicehrabiego Harcourt i po osiągnięciu wymaganego prawem wieku zajął miejsce w Izbie Lordów. Wykształcenie odebrał w Westminster School. W 1745 r. zebrał własny pułk i dołączył do armii stojąc na jego czele. W 1749 r. otrzymał tytuł 1. hrabiego Harcourt.
Później został guwernerem Księcia Walii (przyszły Jerzy III Hanowerski). Gdy ten został królem Jerzym III, Harcourt został specjalnym ambasadorem (1761) w Księstwie Mecklenburg-Strelitz by negocjować warunki mariażu Jerzego z księżniczką Charlottą, którą zabrał do Anglii. W latach 1768–1772 był ambasadorem w Paryżu.
W roku 1772 został generałem. W tym samym roku zastąpił lorda Townshenda jako Lord namiestnik Irlandii (Lord Lieutenant of Ireland).
Lord Harcourt zrezygnował z tego stanowiska w styczniu 1777 r. i zamieszkał w Nuneham Park. Tam we wrześniu 1777 r. utonął próbując ratować swojego psa.
Od 1735 r. był żonaty z Rebeccą Le Bas. Miał z nią dwie córki i dwóch synów (George’a i Williamama, późniejszych 2. i 3. hrabiego Harcourt).